# Videovigilancia IP
Videovigilancia IP es una tecnología de vigilancia visual que combina los beneficios analógicos de los tradicionales CCTV (Circuito Cerrado de Televisión) con las ventajas digitales de las redes de comunicación IP (Internet Protocol), permitiendo la supervisión local y/o remota de imágenes y audio así como el tratamiento digital de las imágenes, para aplicaciones como el reconocimiento de matrículas o reconocimiento facial, entre otras. 
El despliegue resulta más sencillo y económico que un CCTV, puesto que aprovecha la red informática empresarial, es decir, el mismo cableado que se emplea para la comunicación de datos, acceso a Internet o correo electrónico, sin necesidad de desplegar una infraestructura de cableado coaxial específica para nuestra red de videovigilancia. La mayoría de las instalaciones más modernas están abandonando la tecnología analógica en favor de la videovigilancia IP, dada su versatilidad, funcionalidad, sencillez y optimización de las infraestructuras existentes en la compañía.
Entre los avances más destacados de los últimos años, además de las capacidades inalámbricas que eliminan, incluso, el tendido de cables, se encuentran la alta resolución de imagen que ofrecen las cámaras megapixel (1,3 megapíxeles), la inclusión de sistemas de inteligencia para el tratamiento de video y gestión de eventos o contadores digitales. Es posible capturar vídeo y almacenarlo a pocos frames por segundo o activar la grabación solo en determinadas circunstancias ya sea por la detección de movimientos en una zona determinada o por franjas horarias.
La mejora de la resolución va acompañada de elevadas tasas de compresión para evitar altos consumos de ancho de banda y espacio de almacenamiento, con estándares como H.264, que simplifican significativamente el almacenamiento en los NVR (Network Video Recorders) o servidores de vídeo respecto a otros formatos como vídeo Motion JPEG, MPEG-4. 
Estos avances tecnológicos han propiciado que consultoras como IP Video Market, en su informe ‘Video Surveillance Market Size and Forecast Guide 2010’, estimen que el mercado de la videovigilancia IP superará al de CCTV (analógico) entre 2010 y 2012, con un crecimiento de un 200%.

## Historia
Primera cámara IP, la Neteye 200, fue publicada por Axis Communications, en 1996.
En 2005, se crea la primera cámara con análisis de contenido de video a bordo (IntelliCAD). Hoy en día, han prometido que la videovigilancia se utilizará en cualquier lugar del mundo.

## Componentes tecnológicos
- Cámara IP.- Captura el vídeo y el audio (en caso de incorporar entrada y salida de audio) y puede ser fijas o móviles, estando conectadas por cable o en modo inalámbrico a una red de datos IP, a través de la cual se puede controlar y almacenarla información en NVRs (Network Video Recorder) o servidores de vídeo en red. Entre las posibles características destacar:
  - Resolución megapixel.- Permite visualizar detalles imposibles de ver con cámaras analógicas y/o VGA tradicionales.
  - Zoom óptico.- Acercamiento de imagen mediante el objetivo y sin pérdida de calidad de imagen.
  - Zoom digital.- Ampliación/acercamiento de una imagen mediante técnicas digital con una consiguiente disminución de la resolución de la imagen.
  - 3GPP video streaming.- Permite visualizar remotamente vídeo en línea de una cámara IP en un teléfono 3G o teléfono inteligente.
  - Conector I/O (entrada/salida).- Diseñados para conectar dispositivos externos a la cámara tales como sirenas/alarmas, detector de movimientos, sensores de temperatura, iluminador externo, etc.
  - Barrido progresivo.- Consigue una mayor nitidez y claridad en la grabación y visualización de imágenes en movimiento.
- NVR (Grabador de vídeo en red) /  VMS (Sistema de gestión de video).- Elemento que permite grabar y/o visualizar la imagen procedente de una o múltiples cámaras tanto localmente (dentro de una red de área local) como remotamente (a través de internet). Estos elementos que pueden ser elementos hardware con software embebido o bien elementos puramente software que se ejecuta en un hardware tradicional (servidor) también aportan otras funcionalidades como la gestión de accesos y permisos de usuarios o la configuración remota de las cámaras, por poner algunos ejemplos.

- Grabador de vídeo.- La grabación puede ejecutarse de manera continua o programada automáticamente por horas, activación por movimiento, detección de eventos específicos, etc.

- Video Server Encoder.- Permiten conectar cámaras analógicas CCTV a una red digital de vídeovigilancia basada en el protocolo IP.

- Software de análisis de vídeo.- Permite análisis automáticos de las imágenes en función de los parámetros previamente definidos por el usuario. Estas capacidades hacen que los usos de las videovigilancia vayan más allá de la seguridad física, pudiendo aplicarse a inteligencia de negocio. Las nuevas versiones de este software permiten, por vía de avanzados algoritmos en el análisis de vídeo, definir parámetros de grabación para que las cámaras únicamente capturen imágenes cuando detecten determinados eventos, lo que optimiza la capacidad de almacenamiento y el consumo del ancho de banda. Estos sistemas son capaces de abordar las tareas de grabación y transmisión de más de 64 cámaras, dependiendo de los requerimientos de tasas de bits y resolución, salvando todo el vídeo en una red de almacenamiento o en discos externos. La gestión del parque de cámaras IP instaladas puede realizarse de manera centralizada desde un único punto y, gracias al protocolo IP, puede hacerse incluso en modo remoto.

- Dispositivos de visualización.- Los dispositivos más extendidos son los tradicionales monitores o pantallas, PCs o video-walls. Sin embargo y dada la versatilidad del protocolo IP, es posible visualizar las imágenes en dispositivos de bolsillo, como teléfonos móviles, tableta PC o PDA.

- Filtros Infrarrojos.- Existes dos tipos de filtros infrarrojos, los filtros de Corte o (ICR Filter) que se activan o desactivan de forma manual o automática dependiendo de las condiciones lumínicas del entorno, y filtros de doble Banda o duales (Dual Band Filter), que a diferencia de los anteriores se encuentran fijos entre la lente y el sensor de la cámara.

- LED infrarrojos.- Los LEDs infrarrojos son puntos generadores de luz infrarroja. Este tipo de luz es imperceptible para el ojo humano pero no para Cámaras IP que incorporen filtros infrarrojos, dotando así a la cámara de visión nocturna.

- Carcasas exteriores.- Son elementos que protegen las cámaras de exterior frente a inclemencias climatológicas y/o acciones de vandalismo.

- Sensores.- Dispositivos que contribuyen a ajustar las grabaciones automáticas en función de determinadas condiciones, como cambios de temperatura, sonido o movimiento, entre otros, pudiendo además activar funcionalidades como la iluminación de infrarrojos (IR) cuando así lo requiera el grado de oscuridad en el lugar de grabación.

- Cableado Ethernet.- En caso de no aprovechar las capacidades inalámbricas que traen consigo los últimos modelos de cámaras IP, el cableado que se emplea para la transmisión del vídeo capturado es el mismo que el utilizado para las comunicaciones corporativas, optimizando el coste y despliegue de infraestructura, a diferencia de la opción analógica (CCTV) que requiere de cableado coaxial.

- PoE (Power Over Ethernet).- La utilización de conmutadores Ethernet con funcionalidad PoE simplifica la instalación de una Cámara IP. Utilizando el mismo cable Ethernet se pueden enviar datos y corriente eléctrica a un dispositivo (cámara, …), sin la necesidad de contar con tomas de alimentación adicionales. Esto resulta muy útil ya que generalmente las cámaras de Vigilancia IP son instaladas en lugares donde la alimentación eléctrica no es fácilmente accesible.

- Firewall.- Impiden el acceso indebido a la red de videovigilancia IP.

- Reconocimiento Facial.- Se trata de una tecnología que permite analizar de manera automática: - Gestiones de tráfico ( lectura de matrículas, conteo de vehículos, velocidad media del tráfico, vehículos en dirección contraria, estadísticas de uso de carriles). - Grandes eventos (Contar participantes en una manifestación, identificar a los corredores en las carreras populares, accesos a eventos deportivos, estadísticas de edad, género o hasta de estado de animo), entre otros usos

## Certificaciones
El European Committee for Electro Technical Standardization (CENELEC) desarrolló el estándar grado de protección IP (IEC 60529) para clasificar los niveles de protección medio ambiental que las carcasas de los dispositivos eléctricos presentan frente a objetos sólidos y líquidos. La nomenclatura utilizada por el estándar consta de las letras IP (Ingress Protection) seguida de dos dígitos, el primero indica el nivel de protección frente a objetos sólidos (por ejemplo polvo) y el segundo frente a líquidos (por ejemplo agua). De esta forma un equipo que disponga de certificación IP66 indica protección total frente a la entrada de polvo y a chorros muy potentes de agua), por su parte una certificación IP44 correspondería a un equipo que presenta protección de entrada de objetos sólidos mayores de 1 mm y a chorros de agua.

## Aplicaciones prácticas
El uso más común y para lo que fueron concebidas en un principio es para la detección de intrusiones en espacios, cerrados o abiertos, puesto que el sistema puede ser instalado desde oficinas, centros comerciales o aparcamientos públicos al aire libre, entre otros. En esta misma línea, el control de hurtos y robos en tiendas y almacenes es otro de los fines más extendidos en este tipo de sistemas. 
Sin embargo, las aplicaciones de la videovigilancia IP se han ido incrementando a medida que el software ha avanzado en prestaciones. En este sentido, ya es posible realizar control de accesos, tanto de personas como de vehículos; o el control de procesos en cadenas de montaje, reforzando la prevención de riesgos laborales.
Recientemente, los ayuntamientos han extendido el uso que ya hacían otros organismos de estos sistemas, como la DGT (Dirección General de Tráfico) para el control del tráfico, a la videovigilancia de espacios abiertos en zonas conflictivas, en un intento de reducir la criminalidad, prostitución, etc.

## Legislación
La legislación española es muy estricta a la hora de regular la instalación y uso de cámaras de videovigilancia, con varias Leyes Orgánicas que abordan la materia. Asimismo, la Agencia Española de Protección de Datos también dedica un apartado especial a este asunto, al considerar que su uso puede afectar a personas identificadas o identificables, por lo que esta información constituye un dato de carácter personal.
Las principales Leyes Orgánicas que regulan esta actividad son:
- La Ley Orgánica 1/1982, de 5 de mayo,[1] de Protección Civil del Derecho al honor, a la Intimidad Personal y a la Propia Imagen.

- La Ley 23/1992, de 30 de julio[2] de Seguridad Privada (LSP).

- La Ley Orgánica 4/1997, de 4 de agosto,[3] por la que se regula la utilización de videocámaras por las fuerzas y cuerpos de seguridad en lugares públicos.

- La Ley Orgánica 15/1999, de 13 de diciembre,[4] de Protección de Datos de Carácter Personal ((RDLOPD). Esta es, sin duda, la más relevante en cuanto a legislación reciente, actualizada y complementada a través de la Instrucción 1/2006, de 8 de noviembre,[5] de la Agencia Española de Protección de Datos, sobre el tratamiento de datos personales con fines de vigilancia a través de sistemas de cámaras o videocámaras, que ha sentado jurisprudencia.

- La Ley ‘Ómnibus’ 25/2009, de 22 de diciembre,[6] de modificación de diversas leyes para su adaptación a la Ley sobre el libre acceso a las actividades de servicios y su ejercicio. Modifica, entre otros, el artículo 5.1 de la LSP.

Entre los requisitos mínimos exigidos para la puesta en marcha de un sistema de videovigilancia cuando afecta a datos de carácter personal destacan: 
• La instalación de cámaras o videocámaras solo es admisible cuando la finalidad de vigilancia no pueda obtenerse mediante otros medios que, sin exigir esfuerzos desproporcionados, resulten menos intrusivos para la intimidad de las personas y para su derecho a la protección de datos de carácter personal.
• Las cámaras y videocámaras instaladas en espacios privados no podrán obtener imágenes de espacios públicos salvo que resulte imprescindible para la finalidad de vigilancia que se pretende, o resulte imposible evitarlo por razón de la ubicación de las cámaras.
• Las imágenes solo serán tratadas cuando sean adecuadas, pertinentes y no excesivas en relación al ámbito y las finalidades determinadas, legítimas y explícitas. En caso de crearse un fichero de imágenes (no solo usar el vídeo en tiempo real), éste habrá de inscribirse en el Registro General y los interesados habrán de contar con impresos en los que se detalle la información sobre el fichero y su finalidad, el destinatario de los datos, la posibilidad de ejercicio de los derechos por parte del interesado, y la identificación del responsable del fichero. 
• Las imágenes no podrán permanecer almacenadas más de un mes desde la fecha de su captura.
• Conforme a la Instrucción 1/2006 y en cumplimiento del derecho de información, los responsables que cuenten con sistemas de videovigilancia deberán colocar, en las zonas videovigiladas, al menos un distintivo informativo ubicado en lugar suficientemente visible, tanto en espacios abiertos como cerrados.